# Nadia-Cosmina Cerva
Nadia-Cosmina Cerva (n. 8 octombrie 1975) este un senator român, ales în 2024 din partea SOS.
Pe 30 iunie 2025, Diana Șoșoacă a anunțat excluderea lui Cerva din partid, alături de Dorin-Silviu Petrea și Clement Sava.